# Tapsi Hapsi – Húsvéti különkiadás
A Tapsi Hapsi – Húsvéti különkiadás (eredeti cím: The Bugs Bunny's Easter Special) 1977-ben bemutatott amerikai rajzfilm, amely a Bolondos dallamok című rajzfilmsorozat alapján készült. Az animációs játékfilm rendezői Gerry Chiniquy és Friz Freleng, producerei Friz Freleng és David H. DePatie. A forgatókönyvet David Detiege és Friz Freleng írta, a zenéjét Doug Goodwin, William Lava és John Seely szerezte. A tévéfilm a DePatie-Freleng Enterprises és a Warner Bros. Television gyártásában készült. Műfaja filmvígjáték.
Amerikában 1977. április 7-én a CBS-en, Magyarországon 1987. április 20-án, húsvéthétfőn az MTV1-en vetítették le a televízióban.

## Szereplők
| Szereplő                                        | Eredeti hang | Magyar hang      |
| ----------------------------------------------- | ------------ | ---------------- |
| Nagyi                                           | June Foray   | Győri Ilona      |
| Tapsi Hapsi                                     | Mel Blanc    | Harkányi Endre   |
| Dodó kacsa                                      | Mel Blanc    | Usztics Mátyás   |
| Húsvéti nyuszi                                  | Mel Blanc    | Straub Dezső     |
| Rissz-Rossz Sam                                 | Mel Blanc    | Székhelyi József |
| Szilveszter                                     | Mel Blanc    | Koroknay Géza    |
| Csőrike                                         | Mel Blanc    | Földessy Margit  |
| Pepe lö Pici                                    | Mel Blanc    | Sztankay István  |
| Kotnyeles kakas (Bóbita kakas)                  | Mel Blanc    | Gruber Hugó      |
| Cucu malac                                      | Mel Blanc    | Szombathy Gyula  |
| Filmrendező                                     | Mel Blanc    | Haraszin Tibor   |
| Arthur király                                   | Mel Blanc    | Szoó György      |
| Sir Osis of Liver                               | Mel Blanc    | Varga T. József  |
| Sir Loin of Beef                                | Mel Blanc    | Maróti Gábor     |
| Gerry, a tűzokádó sárkány                       | Mel Blanc    | Orosz István     |
| Fekete szakállú Martin testvér                  | Mel Blanc    | Paudits Béla     |
| Clarence                                        | Mel Blanc    | Rátonyi Róbert   |
| Madárbarát macska #1                            | Mel Blanc    | Surányi Imre     |
| Szakács a TV-ben                                | Mel Blanc    | Dunai Tamás      |
| Parfümbolt tulajdonosa                          | Mel Blanc    | Szatmári István  |
| Rendőr                                          | Mel Blanc    | Jakab Csaba      |
| Penelope cicus                                  | Mel Blanc    | Balogh Erika     |
| Tojásfej                                        | Mel Blanc    | Lesznek Tibor    |
| Vörös szakállú Martin testvér (archív felvétel) | Stan Freberg | Kránitz Lajos    |
| Tyúk Ica (archív felvétel)                      | Elvia Allman | Pásztor Erzsi    |

### Magyar szinkron
- Munkatárs: Boros István
- Magyar szöveg: Jankovich Krisztina
- Hangmérnök: Kováts Gábor
- Rendezőasszisztens: Lakos Éva
- Vágó: Nikodém Zsigmond
- Gyártásvezető: Nagy Zoltán
- Szinkronrendező: Tomasevics Zorka
- Cím és stáblista felolvasó: Kertész Zsuzsa
- Szöveg felolvasó: Kristóf Tibor

A szinkron a Magyar Televízió megbízásából a Pannónia Filmstúdió készült 1986-ban.

## Összeállítások
- Knighty Knight Bugs (Tapsi Hapsi és a fekete lovag/Tapsi Hapsi, a lovagpótló lovag)
- Hillbilly Hare (Harcias hegylakók)
- Bully for Bugs (Tapsi torreádor / A furfangos torreádor)
- Tweety's Circus (Csőrike cirkusza)
- Birds Anonymous (Anonim Madárüldözők szövetsége)
- For Scent-imental Reasons (Borzalom és érzelem)
- Rabbit of Seville (A sevillai nyúl)
- Little Boy Boo
- Robin Hood Daffy (Dodó kacsa, mint Robin Hood)
- Sahara Hare (Nyúl a Szaharában)